# Sidhi
Sidhi är en ort i Indien.   Den ligger i distriktet Sidhi och delstaten Madhya Pradesh, i den centrala delen av landet, 700 km sydost om huvudstaden New Delhi. Sidhi ligger 285 meter över havet och antalet invånare är 54 242.
Terrängen runt Sidhi är platt, och sluttar norrut. Runt Sidhi är det ganska tätbefolkat, med 199 invånare per kvadratkilometer. Det finns inga andra samhällen i närheten. Trakten runt Sidhi består till största delen av jordbruksmark.